# Alias el Mexicano
Alias el Mexicano es una serie de televisión colombiana producida por Fox Telecolombia para RCN Televisión en 2013 basada libremente en la historia del narcotraficante colombiano Gonzalo Rodríguez Gacha y que mezcla las escenas con relatos y ficción.
Protagonizada por Juan Sebastián Calero quien interpreta a Gonzalo Rodríguez Gacha, Rafael Novoa, Carolina Gaitán y Flora Martínez. La serie se emitió originalmente el 5 de noviembre de 2013 y concluyó el 17 de marzo de 2014.

## Sinopsis
Gonzalo Rodríguez Gacha sale de su pueblo con el orgullo lacerado cuando la mujer sobre quien puso sus ojos lo trato de mentiroso por haberle regalado una piedra que se hacía pasar por esmeralda. En las minas de esmeralda encuentra una gema legítima que en vez de llevar a la quimérica amada le sirve para comprar su primer cargamento de marihuana en La Guajira colombiana. Al ver el negocio que se abría ante sus ojos Gonzalo Rodríguez Gacha entiende que el consumo de droga en los Estados Unidos solamente se puede satisfacer con el montaje de una cadena de producción industrial que se origina en los llanos de Colombia y que en menos de 5 años se convierte en el núcleo de una multinacional de venta de cocaína con alcance mundial.

## Elenco
Algunos de los nombres reales de los personajes y sus alias fueron cambiados, aunque sí se mantuvo algún parecido entre el físico de los personajes y sus alias con las personas reales a las que interpretaron. En la siguiente tabla se muestran los nombres de los personajes y los actores, y además los nombres de las personas de la vida real a quienes representan en la serie. 
| Actor                                | Papel                                                  | Personaje real                             |
| ------------------------------------ | ------------------------------------------------------ | ------------------------------------------ |
| Juan Sebastián Calero                | Gonzalo Rodríguez Gacha                                | Gonzalo Rodríguez Gacha                    |
| Biassini Segura                      | Gonzalo Rodríguez Gacha (Joven)                        | Gonzalo Rodríguez Gacha (Joven)            |
| Rafael Novoa                         | Coronel Jaime Ramírez Gómez                            | Coronel Jaime Ramírez Gómez                |
| Fabio Rubiano                        | Rodrigo Lara Bonilla                                   | Rodrigo Lara Bonilla                       |
| Alberto Palacio                      | Luis Carlos Galán                                      | Luis Carlos Galán                          |
| Andrés Aramburo                      | Carlos Lehder "Charlie"                                | Carlos Lehder "Charlie"                    |
| Carlos Barbosa Romero Gerardo Calero | Fabio Ochoa Restrepo                                   | Fabio Ochoa Restrepo                       |
| Waldo Urrego                         | Comandante Javier                                      | Jacobo Arenas                              |
| Rubén Zamora                         | José Domingo Valencia/Ernesto Avellaneda "El Cuyanito" | Luis García "Kojak"                        |
| Víctor Rodríguez                     | Libardo Muñoz "El Flaco"                               | Libardo Muñoz "El Flaco"                   |
| Thaddeus Phillips                    | Ellis McKenzie/Barry Seal                              | Ellis McKenzie/Barry Seal                  |
| Juan Carlos Serrano                  | Coronel Diego Erazo "Radar"                            | Coronel Hugo Martínez Poveda               |
| Rodrigo Oviedo                       | Miguel Ángel Félix Gallego                             | Miguel Ángel Félix Gallardo                |
| Andrés Ogilvie                       | Agente Benjamin                                        | Steve Murphy                               |
| Daniel Rengifo                       | Freddy Rodríguez Cabiedes                              | Freddy Rodríguez Celades                   |
| Juan David Manrique                  | Freddy Rodríguez Cabiedes (Joven)                      | Freddy Rodríguez Cabiedes (Joven)          |
| Héctor García                        | Héctor Lineros                                         | Víctor Manuel Linares                      |
| Víctor Hugo Trespalacios             | Bartolomé Ovalle                                       | Bartolomé Ovalle                           |
| Nikolás Rincón                       | Julián Ruiz                                            | Julián Ruiz                                |
| Rodolfo Silva                        | Cabo Marco Antonio Abril                               | Cabo Marco Antonio Abril                   |
| Andrés Felipe Martínez               | General Dueñas                                         | General Víctor Alberto Delgado Mallarino   |
| Walter Luengas                       | Mayor Ordóñez                                          | Mayor Ordóñez                              |
| Alfonso Otiz                         | Gilberto Molina                                        | Gilberto Molina                            |
| Luis Fernando Montoya                | Humberto "El Ganso" Ariza                              | Humberto "El Ganso" Ariza                  |
| Pedro Mogollón                       | Pedro Pablo Rodríguez                                  | Pedro Pablo Rodríguez                      |
| Álvaro Rodríguez                     | Julio Rincón                                           | Julio Rincón                               |
| Daniel Rocha                         | Comandante Jorge                                       | Comandante Jorge                           |
| Toto Vega                            | Arturo Valencia                                        | Arturo Valencia                            |
| Kenny Delgado                        | Juan Manuel Ángel                                      | Juan Manuel Ángel                          |
| Mauricio Navas                       | Romeo                                                  | Romeo                                      |
| Andrés Castañeda                     | Ángel Gaitan Mahecha                                   | Ángel Gaitan Mahecha                       |
| Tim Janssen                          | Agente Joseph Celtz                                    | Agente Joseph Celtz                        |
| Alejandro Tamayo                     | Capitán Sánchez                                        | Capitán Sánchez                            |
| Mauiricio Cujar                      | Político Valderrama                                    | Político Valderrama                        |
| Alejandro Gutiérrez                  | Padre Juan Carrasquilla                                | Padre Juan Carrasquilla                    |
| Saín Castro                          | Félix Fernández Padre                                  | Félix Fernández Padre                      |
| Luis Fernando Salas                  | Procurador Bernardo Romero (Novio de Isis)             | Procurador Bernardo Romero (Novio de Isis) |
| Julio Correal                        | Don Adelfo                                             | Don Adelfo                                 |
| Brian Moreno                         | Alias "El Chulo"                                       | Alias "El Chulo"                           |
| Erick Cuéllar                        | Félix Fernández                                        | Félix Fernández                            |
| Fernando Arango                      | El Mono (Traficante)                                   | El Mono (Traficante)                       |
| Kike Mendoza                         | Marco Polo                                             | Jorge Velásquez "El Navegante"             |
| Hermes Camelo                        | Ferney Vesga                                           | Ferney Vesga                               |
| Guillermo Gálvez                     | Embajador de Estados Unidos                            | Embajador de Estados Unidos                |
| Diego Vásquez                        | Jairo Ortega                                           | Jairo Ortega                               |
| Harold De Vasten                     | Américo                                                | Américo                                    |
| Juan Pablo Barragán                  | Hermes                                                 | Hermes                                     |
| Luly Bossa                           | Verónica Rivera                                        | Verónica Rivera                            |
| Juliana Posso                        | Nancy Restrepo de Lara                                 | Nancy Restrepo de Lara                     |
| Carolina Gaitán                      | Ana Belén Páez                                         | Ana Belén Páez                             |
| Xilena Aycardi                       | Helena de Ramírez                                      | Helena de Ramírez                          |
| Flora Martínez                       | Isis Cardona                                           | Isis Cardona                               |
| Marcela Valencia                     | Benilda Arguello de Páez                               | Benilda Arguello de Páez                   |
| Elkin Córdoba                        | Alonso de Jesús Baquero 'Negro Vladimir'               | Alonso de Jesús Baquero 'Negro Vladimir'   |
| Jennifer Steffens                    | Rosa Gacha de Rodríguez                                | María Guadalupe Gacha Montes               |
| Manuela González                     | Rosmary Caviedes                                       | Luz Mary Celades                           |
| Ángela Vergara                       | Roxana Salamanca                                       | Roxana Salamanca                           |
| Alejandro López                      | Alejandro Farías                                       | Alejandro Farías                           |
| Yesenia Valencia                     | Cecilia Calero                                         | Cecilia Calero                             |
| Consuelo Luzardo                     | Dueña de hacienda                                      | Dueña de hacienda                          |
| Michelle Manterola                   | Rosario                                                | Rosario                                    |
| Carolina López                       | Teresa de Loaiza                                       | Teresa de Loaiza                           |
| Víctor Hugo Ruiz                     | Licenciado Suárez                                      | Licenciado Suárez                          |
| Héctor Mejía                         | Comandante guerrillero                                 | Comandante guerrillero                     |
| Víctor Cifuentes                     | Euclides                                               | Euclides                                   |
| George Slebi                         | Capitán del ejército                                   | Capitán del ejército                       |
| Gastón Velandia                      | Mayor del ejército                                     | Mayor del ejército                         |
| Andrés Soleibe                       | Mayor del ejército                                     | Mayor del ejército                         |
| Pedro Andrés Calvo                   | Byron Velázquez "Quesito"                              | Byron Velázquez "Quesito"                  |
| Álvaro García                        | Ismael                                                 | Ismael                                     |
| Harold Córdoba                       | Humberto                                               | Humberto                                   |

## Premios y nominaciones

### Premios India Catalina
| Edición                                        | Categoría                                     | Nominado(s)                                                         | Resultado | Ref.        |
| ---------------------------------------------- | --------------------------------------------- | ------------------------------------------------------------------- | --------- | ----------- |
| XXX Premios India Catalina 15 de Marzo de 2014 | Mejor serie                                   | Mejor serie                                                         | Nominada  | [ 3 ] [ 4 ] |
| XXX Premios India Catalina 15 de Marzo de 2014 | Mejor actriz protagónica de serie             | Carolina Gaitán                                                     | Nominada  | [ 3 ] [ 4 ] |
| XXX Premios India Catalina 15 de Marzo de 2014 | Mejor actor protagónico de serie              | Juan Sebastián Calero                                               | Nominado  | [ 3 ] [ 4 ] |
| XXX Premios India Catalina 15 de Marzo de 2014 | Mejor actriz antagónica de telenovela o serie | Flora Martínez                                                      | Ganadora  | [ 3 ] [ 4 ] |
| XXX Premios India Catalina 15 de Marzo de 2014 | Mejor director de serie                       | Diego Mejía y Mónica Botero                                         | Nominados | [ 3 ] [ 4 ] |
| XXX Premios India Catalina 15 de Marzo de 2014 | Mejor historia y libreto original de serie    | Gerardo Reyes, Mauricio Navas, Catalina Palomino y Gustavo Salcedo. | Nominados | [ 3 ] [ 4 ] |
| XXX Premios India Catalina 15 de Marzo de 2014 | Mejor fotografía de serie                     | Julián Torres                                                       | Nominado  | [ 3 ] [ 4 ] |
| XXX Premios India Catalina 15 de Marzo de 2014 | Mejor arte de serie                           | Rosario Lozano                                                      | Nominada  | [ 3 ] [ 4 ] |
| XXX Premios India Catalina 15 de Marzo de 2014 | Mejor edición de serie                        | Isabel Cristina Méndez                                              | Nominada  | [ 3 ] [ 4 ] |

### Premios TVyNovelas
| Edición                                       | N° de Nominaciones | Categoría        | Resultado |
| --------------------------------------------- | ------------------ | ---------------- | --------- |
| XXIII: Premios TVyNovelas 29 de Marzo de 2014 | 2 Nominaciones     | Mejor Producción | Nominados |

## Audiencia
La serie debutó con éxito el martes 5 de noviembre de 2013 con 35.5 de índice de audiencia hogares y 13.4 en personas, pero con el pasar de los días la serie fue descendiendo. Finalmente la serie tuvo un promedio general de 22.8 de índice de audiencia en hogares y 8.6 en personas.
| Fecha                       | Rat. Hogares | Rat. Personas |
| --------------------------- | ------------ | ------------- |
| 5 de noviembre de 2013      | 35.5         | 13.4          |
| 6 de noviembre de 2013      | 31.7         | 11.9          |
| 7 de noviembre de 2013      | 29.1         | 10.9          |
| 8 de noviembre de 2013      | 25.9         | 9.7           |
| 12 de noviembre de 2013     | 26.7         | 10.2          |
| 13 de noviembre de 2013     | 24.9         | 9.8           |
| 14 de noviembre de 2013     | 30.3         | 11.1          |
| 18 de noviembre de 2013     | 27.9         | 10.5          |
| 19 de noviembre de 2013     | 28.3         | 10.7          |
| 20 de noviembre de 2013     | 31.3         | 11.9          |
| 21 de noviembre de 2013     | 30.6         | 11.1          |
| 22 de noviembre de 2013     | 23.3         | 9.3           |
| 25 de noviembre de 2013     | 27.6         | 10.4          |
| 26 de noviembre de 2013     | 25.9         | 10.1          |
| 27 de noviembre de 2013     | 25.3         | 9.8           |
| 28 de noviembre de 2013     | 24.7         | 9.5           |
| 29 de noviembre de 2013     | 22.1         | 8.8           |
| 2 de diciembre de 2013      | 24.0         | 9.7           |
| 3 de diciembre de 2013      | 25.4         | 10.1          |
| 4 de diciembre de 2013      | 23.1         | 9.0           |
| 5 de diciembre de 2013      | 26.8         | 10.1          |
| 6 de diciembre de 2013      | 21.4         | 8.3           |
| 9 de diciembre de 2013      | 26.2         | 10.2          |
| 10 de diciembre de 2013     | 25.2         | 9.6           |
| 12 de diciembre de 2013     | 23.2         | 9.0           |
| 13 de diciembre de 2013     | 19.3         | 7.6           |
| 16 de diciembre de 2013     | 18.9         | 7.8           |
| 17 de diciembre de 2013     | 21.5         | 8.2           |
| 18 de diciembre de 2013     | 24.9         | 9.7           |
| 19 de diciembre de 2013     | 23.8         | 9.2           |
| 20 de diciembre de 2013     | 18.8         | 7.3           |
| 23 de diciembre de 2013     | 15.7         | 6.5           |
| 13 de enero de 2014         | 17.9         | 7.4           |
| 14 de enero de 2014         | 18.6         | 7.8           |
| 15 de enero de 2014         | 22.9         | 9.0           |
| 16 de enero de 2014         | 21.1         | 8.2           |
| 17 de enero de 2014         | 19.5         | 8.3           |
| 20 de enero de 2014         | 22.6         | 8.6           |
| 21 de enero de 2014         | 24.7         | 9.8           |
| 22 de enero de 2014         | 26.4         | 10.0          |
| 23 de enero de 2014         | 25.7         | 9.2           |
| 24 de enero de 2014         | 25.6         | 8.2           |
| 27 de enero de 2014         | 20.1         | 7.2           |
| 28 de enero de 2014         | 21.8         | 7.6           |
| 29 de enero de 2014         | 22.8         | 8.2           |
| 30 de enero de 2014         | 26.4         | 8.7           |
| 31 de enero de 2014         | 21.6         | 8.0           |
| 3 de febrero de 2014        | 21.8         | 8.3           |
| 4 de febrero de 2014        | 20.4         | 7.8           |
| 5 de febrero de 2014        | 26.6         | 9.0           |
| 6 de febrero de 2014        | 22.2         | 8.3           |
| 7 de febrero de 2014        | 18.1         | 7.7           |
| 10 de febrero de 2014       | 18.5         | 7.8           |
| 11 de febrero de 2014       | 17.8         | 7.6           |
| 12 de febrero de 2014       | 20.3         | 8.1           |
| 13 de febrero de 2014       | 18.8         | 7.9           |
| 14 de febrero de 2014       | 17.4         | 7.4           |
| 17 de febrero de 2014       | 18.7         | 7.9           |
| 18 de febrero de 2014       | 21.0         | 8.0           |
| 19 de febrero de 2014       | 17.1         | 6.9           |
| 20 de febrero de 2014       | 17.6         | 7.1           |
| 21 de febrero de 2014       | 17.7         | 7.0           |
| 24 de febrero de 2014       | 19.0         | 7.3           |
| 25 de febrero de 2014       | 16.9         | 6.8           |
| 26 de febrero de 2014       | 16.1         | 6.5           |
| 27 de febrero de 2014       | 15.6         | 6.6           |
| 28 de febrero de 2014       | 17.2         | 6.8           |
| 3 de marzo de 2014          | 18.9         | 7.1           |
| 4 de marzo de 2014          | 15.9         | 6.5           |
| 5 de marzo de 2014          | 21.3         | 7.9           |
| 6 de marzo de 2014          | 19.9         | 7.1           |
| 7 de marzo de 2014          | 20.8         | 7.3           |
| 10 de marzo de 2014         | 21.8         | 7.9           |
| 11 de marzo de 2014         | 21.4         | 7.8           |
| 12 de marzo de 2014         | 18.9         | 7.5           |
| 13 de marzo de 2014         | 20.8         | 7.5           |
| 14 de marzo de 2014         | 21.8         | 7.5           |
| 17 de marzo de 2014 (Final) | 25.3         | 9.5           |

## Errores
- La actividad de los personajes ficticios Isis Cardona y Arturo Valencia como periodistas de la Revista Semana se muestra a mediados de la década de 1970, sin embargo la revista no estuvo en actividades sino hasta 1982.

- El mapa que se muestra al fondo en la supuesta redacción de la Revista Semana al final de la década de 1970, no muestra la Unión Soviética ni la división de las dos Alemanias por el muro de berlín, muestra el mapa político que se originó a partir de la década de los 90's.

- En la serie, durante 1982, en la embajada americana y en la Revista Semana se ve un Macintosh 128K estrenado realmente en 1984, y se ve una toma de archivo de la Troncal Caracas construida desde 1989.

- Existe un error de cronología en los saltos de 1984 a 1989; tras el magnicidio de Lara y la huida efímera de los jefes del Cartel de Medellín a Panamá se menciona posteriormente la Toma del Palacio de Justicia, ocurrida en 1985, y pasan tres años a 1986, día del cumpleaños de Freddy Rodríguez y el asesinato del Coronel Jaime Ramírez y pasan 3 años rápidamente al magnicidio de Luis Carlos Galán y la posterior caída de Rodríguez Gacha.

- La única entrevista televisada a Rodríguez Gacha fue realizada por Germán Castro Caycedo para el programa Enviado Especial, producido por RTI Televisión, en la finca Chihuahua en Pacho, Cundinamarca en 1983. En la serie, la entrevista varía en varios aspectos, especialmente la locación siendo Casa Shaio (comúnmente llamada Casa Gacha) en Bogotá.

- Durante 1983, la familia Lara Bonilla ve en la noche el sitcom Laura... por favor, el cual fue emitido en 1990.

- El dinero que se muestra a lo largo del programa no es parte de la serie de la década de los 70's u 80's. Al contrario, son parte de la serie publicada después de la década de 2000 en EE. UU.

- Se nombra al Cartel de Sinaloa como la organización aliada de Rodríguez Gacha la cual se dice en la serie que está dirigida por Miguel Ángel Félix Gallardo cuando esta en realidad se creó con la desaparición del Cartel de Guadalajara en 1989 junto al Cartel de Tijuana cuando se capturó a este último. En la historia sólo se mencionan a Félix Gallardo y a Juan Nepomuceno Guerra como socios del Mexicano olvidando mencionar a Rafael Caro Quintero, Ernesto Fonseca Carrillo, Amado Carrillo Fuentes sobrino de Fonseca, los Hermanos Arellano Félix y Juan Matta-Ballesteros enlace del Cartel de Medellín y el Cartel de Guadalajara.

- Rodríguez Gacha habla del Ministerio del interior, ministerio que se creó casi 6 años después de su muerte.

- Los buses urbanos de esa época no tenían el tubo de escape como en la actualidad, que es expeliendo el residuo hacia arriba.

- Arturo recibe la información del agente de la DEA Seals para 1985 sobre los enlaces del gobierno del entonces presidente de los Estados Unidos Ronald Reagan con los narcos colombo-mexicanos para financiar contras en Nicaragua cuando esta información se filtró en 1987 a la opinión pública en lo que se conocería más adelante como Irán-Contra igualmente Arturo menciona la tensión política en Chiapas aun cuando este conflicto político-militar aconteció para 1994 en lo que se conoce como el Conflicto de Chiapas.

- En la guerra que El Mexicano creó contra los señores de la Esmeralda Gilberto Molina y Julio Rincón se omitió a Víctor Carranza siendo él un importante contrincante de Rodríguez Gacha, aunque Carranza es apenas mencionado en algunas introducciones de algunos capítulos y sus características pasadas a Julio Rincón.

- No aparecen los hermanos Castaño Gil, quienes compartieron con El Mexicano su odio por el comunismo, y la creación de las autodefensas contemporáneas.

- El agente Seal investigaba la muerte de agentes de la DEA en México entre estos estaba un agente de nombre "Benito" (en clara alusión al agente Enrique Camarena Salazar) argumentando que fue muerto para inicios de 1984 cuando Camarena fue muerto en 1985.

- En algunas tomas de las fiestas en casa salen bocinas con trípodes, para esta época esas bocinas compactas no existían.

- Se hace poca mención a la participación de 'El Mexicano' en el asesinato de Jaime Pardo Leal y en el magnicidio de Luis Carlos Galán. Tampoco se menciona la Masacre de La Rochela ni el asesinato de Verónica Rivera. Todos fueron hechos en los cuales se ha comprobado la participación directa de Rodríguez Gacha.

- Cuando Freddy Gonzalo es arrestado por porte ilegal de armas en agosto de 1989, poseía una camioneta Land Rover modelo 1991.

- El Atentado al edificio del DAS, detonante para la caza de 'El Mexicano', aparece en un flashback durante un discurso que da Arturo Valencia luego del asesinato del Coronel Jaime Ramírez, ocurrido en 1986; 3 años antes del atentado al DAS. Se menciona la planeación del atentado al vuelo 203 de Avianca el 7 de octubre de 1987 cuando este tuvo lugar días antes del 27 de noviembre de 1989.

- La muerte de 'El Mexicano' dista de como sucedió en la vida real, aparentemente inspirada en las declaraciones de El Navegante.

## Ficha técnica
REALIZACIÓN Y PRODUCCIÓN FOX TELECOLOMBIA S.A 
- IDEA ORIGINAL = Gerardo Reyes
- LIBRETOS = Mauricio Navas
- LIBRETISTAS = Catalina Palomino, Gustavo Salcedo
- DIRECTORES = Diego Mejía, Mónica Botero
- DIRECTOR ASISTENTE = Juan Pablo Motta, Andrés Pérez
- COORDINADORA DE DIRECCIÓN = Alexandra Rocha
- VICEPRESIDENCIA DE PRODUCCIÓN = Amparo López
- PRODUCTOR EJECUTIVO = Oscar Guarín
- PRODUCTORA EJECUTIVA Jr = Carolina Salazar L
- JEFE DE PRODUCCIÓN = María Duque
- JEFE DE LOCACIONES = Sylvia Román, Jimmy Frank Figueredo
- DIRECTORES DE FOTOGRAFÍA = Julián Torres, Andrés García
- DIRECTOR DE ARTE = n Lozano
- COORDINACIÓN DE ARTE = Jonny Torres, Johana Aguillón
- DIRECCIÓN DE POSTPRODUCCIÓN = Isabel Cristina Méndez
- SCRIPT = Angélica Cadavid/María Fernanda Gallo
- ESCENOGRAFÍA = César Chaparro
- DISEÑO DE VESTUARIO = Rosita Cabal
- COORDINADOR DE VESTUARIO = Yamile Hernández
- DISEÑO DE MAQUILLAJE = Blanca k'CASTING = Juan Pablo Rincón G.
- MÚSICA ORIGINAL = Osvaldo Montes
- COLOR GRADER = Fernando Moreno